# Lika (řeka)
Lika je ponorná řeka v Chorvatsku. Je dlouhá 78 km a prochází Licko-senjskou župou. Pramení ve vesnici Brezik pod Vaganským vrhem a končí v ponoru nedaleko vesnice Donji Kosinj. Na řece bylo vybudováno umělé Kruščické jezero a vodní elektrárna Sklope. Podle řeky byla pojmenována historická země Lika, jíž řeka prochází.

## Sídla ležící u břehu řeky
Řeka pramení přímo ve vesnici Brezik, dále protéká vesnicemi Medak, Počitelj, Lički Ribnik, Novoselo Bilajsko, Bilaj, Budak, Smiljansko Polje, Kaluđerovac, Mlakva, Gornji Kosinj a Lipovo Polje. Řeka též míjí město Gospić.

## Přítoky
Největšími přítoky Liky jsou Glamočnica, Počiteljica, Jadova, Novčica a Otešica. Dále se do ní vlévá potok Bakovac.